# Anabel Ford
Anabel Ford (née le 22 décembre 1951) est une archéologue américaine spécialiste de l'étude de la Mésoamérique, et plus particulièrement des terres mayas du Belize et du Guatemala. Elle est connue pour sa découverte de l'ancienne cité maya d'El Pilar.
Anabel Ford est actuellement affiliée à l'Institute of Social Behavioral and Economic Research (ISBER) et est la directrice du centre de recherche sur la Mésoamérique (MARC) à l'Université de Californie, Santa Barbara.

## Formation
Originaire de Los Angeles, Anabel Ford est l'aînée d'une famille de trois enfants. Son père, Joseph B. Ford, a été professeur de sociologie à l'Université d'État de Californie, Northridge et parle l'allemand, l'italien, le français, l'espagnol et le japonais et sait lire et écrire en latin. Sa mère, l'actrice Marjorie Henshaw, était aussi connue par son nom de scène Anabel Shaw,,. L'intérêt de Ford pour la préhistoire méso-américaine -bien représentée sur les sites de Teotihuacan, Monte Alban, Chichen Itza- l'a conduite à orienter ses recherches sur la jungle qui a enveloppé les sites mayas.
En 1981, Ford a obtenu son doctorat à l'Université de Californie, Santa Barbara. Elle a commencé sa carrière dans la recherche en tant que chercheuse à l'UCSB. En 1986, Ford est devenue la directrice du Mesoamerican Research Center.

## Travail
Ford commence son travail dans les basses terres (lowlands) mayas en 1972. En 1978, en travaillant à sa thèse de doctorat, Ford cartographie un transect ("La Brecha Anabel") entre les villes mayas de Tikal et Yaxhá dans le Petén du nord du Guatemala.
En 1983, Ford lance le projet Belize River Archaeological Settlement Survey (BRASS) qui a pour objectif d'examiner scrupuleusement les modes d'établissement et d'écologie culturelle de la région maya. Dans le cadre de cette recherche, elle et son équipe ont découvert l'ancienne cité maya d'El Pilar. Dans les années suivantes, l'équipe du BRASS fouille de nombreux sites sous la canopée. De 1983 à 1989, Ford et son équipe se sont concentrées sur le secteur résidentiel du site d'El Pilar. De 1990 à 1992, elles ont ensuite élargi la zone de recherche sur le site. Dès 1993, les fouilles menées à El Pilar ont permis la création de cartes détaillées et l'établissement d'une chronologie des bâtiments du site. De nos jours, El Pilar a reçu le statut de site protégé à la fois au Belize et au Guatemala, et est destiné à devenir un parc de la paix. Les buts actuels de la recherche sont la cartographie de la zone résidentielle d'El Pilar et l'identification de sites et monuments inconnus. Depuis 2013, l'équipe travaille à l'aide de Lidar financé par le National Geographic, ce qui a conduit à la découverte de la Citadelle, un temple (temple complex) situé en haut d'une colline.
Alors que le travail de Ford est surtout axé sur le paysage de la région maya,, elle a également développé une compréhension des savoirs et des pratiques mayas. Elle a élaboré une stratégie de conservation appelée Archaeology Under the Canopy, qui a pour but la conservation de la forêt afin de préserver in fine le patrimoine culturel. La forêt entourant le site d'El Pilar sert de protection pour les monuments et les artefacts. Ses efforts ont permis de préserver près de 2 000 Ha autour du site d'El Pilar.
Le travail de Ford à El Pilar et la préservation de la forêt maya apparaît dans l'ouvrage The Modern Maya Incidents of Travel and Friendship in Yucatan (University of Texas Press, 2012) écrit par Macduff Everton qui a pour sujet la vie des mayas. Dans son livre, Everton démontre l'importance d'une perspective historique des paysages mayas pour la conservation et le développement de la forêt maya. Le travail de Ford converge avec celui d'Everton. Ils ont d'ailleurs collaboré ensemble et réalisé des présentations et publications qui démontrent la valeur des connaissances traditionnelles mayas. 
Ford collabore également avec Ronald Proche, un ethnologue et anthropologue écologiste qui travaille avec les agriculteurs traditionnels mayas. Leur livre, The Maya Forest Garden: Eight Millennia of Sustainable Cultivation of the Tropical Woodlands, examine à la fois les techniques d'agriculture tropicale contemporaine et les données archéologiques afin de démontrer que les techniques anciennes, encore en usage de nos jours, peuvent combler les besoins d'importantes populations sur de longues périodes de temps. Ils soutiennent que les pratiques agricoles traditionnelles mayas peuvent apporter des solutions aux problèmes contemporains, tels que la durabilité, le changement climatique et la rareté des ressources naturelles.
Ford est la présidente de l'Exploring Solutions Past: the Maya Forest Alliance, qui est une organisation à but non lucratif de promotion de l'importance mondiale de la culture Maya,.  L'organisation travaille dès lors de concert avec les agriculteurs mayas d'El Pilar. afin de soutenir l'agriculture durable dans la région.
En 2000, elle était Associate Laureate for Cultural Heritage, sponsorisé par les Rolex Awards for Enterprise.
En plus de ses travaux archéologiques dans la région d'El Pilar, Ford est une membre du conseil d'administration du Duke of Edinburgh Awards.

## Publications notables
- Anabel Ford et Jeanne T. Arnold, « A Statistical Examination of Settlement Patterns at Tikal, Guatemala », American Antiquity, vol. 45, no 4,‎ 1980, p. 713–726 (DOI 10.2307/280143, JSTOR 280143)
- Anabel Ford, Population Growth and Social Complexity : An Examination of Settlement and Environment in the Central Maya Lowlands, Arizona State University, 1986, 198 p. (ISBN 978-0-9611932-5-6)
- Anabel Ford et Scott Fedick, « Prehistoric Maya Settlement Patterns in the Upper Belize River Area: Initial Results of the Belize River Archaeological Settlement Survey », Journal of Field Archaeology, vol. 19, no 1,‎ 1er avril 1992, p. 35–49 (DOI 10.2307/530367, JSTOR 530367)
- Anabel Ford, Women in Archaeology, Philadelphie, University of Pennsylvania Press, 1994, 159–172 p. (ISBN 0-8122-3277-1), « Women in Mesoamerican Archaeology: Why Are the Best Men Winning? »
- Anabel Ford et William I. Rose, « Volcanic ash in ancient Maya ceramics of the limestone lowlands: implications for prehistoric volcanic activity in the Guatemala highlands », Journal of Volcanology and Geothermal Research, vol. 66, nos 1–4,‎ 1er juillet 1995, p. 149–162 (DOI 10.1016/0377-0273(94)00068-R, Bibcode 1995JVGR...66..149F, lire en ligne)
- (en) Anabel Ford, The Managed Mosaic : Ancient Maya Agriculture and Resource Use, Salt Lake City, Utah, University of Utah Press, 1996, 297–303 p. (ISBN 0-87480-519-8), « Critical Resource Control and the Rise of the Classical Period Maya »
- Anabel Ford, Keith C. Clarke et Gary Raines, « Modeling Settlement Patterns of the Late Classic Maya Civilization with Bayesian Methods and Geographic Information Systems », Annals of the Association of American Geographers, vol. 99, no 3,‎ 29 septembre 2009, p. 496–520 (DOI 10.1080/00045600902931785, lire en ligne, consulté le 2 octobre 2015)
- Anabel Ford, « Dominant Plants Of The Maya Forest And Gardens Of El Pilar: Implications For Paleoenvironmental Reconstructions », Journal of Ethnobiology, vol. 28, no 2,‎ 1er septembre 2008, p. 179–199 (ISSN 0278-0771, DOI 10.2993/0278-0771-28.2.179, lire en ligne)
- Anabel Ford et Ronald Nigh, « Origins of the Maya Forest Garden: Maya Resource Management », Journal of Ethnobiology, vol. 29, no 2,‎ 2009, p. 213–236 (ISSN 0278-0771, DOI 10.2993/0278-0771-29.2.213, lire en ligne)
- Anabel Ford et Ronald Nigh, The Maya Forest Garden, California, Left Coast Press, juin 2015, 260 p. (ISBN 978-1-61132-998-8, lire en ligne)